# Potisangaba panama
Potisangaba panama är en skalbaggsart som beskrevs av Dilma Solange Napp och Martins 2009. Potisangaba panama ingår i släktet Potisangaba och familjen långhorningar.
Artens utbredningsområde är Panama. Inga underarter finns listade i Catalogue of Life.